# Sphinx Glacier
Sphinx Glacier är en glaciär i Antarktis. Den ligger i Sydshetlandsöarna. Argentina, Chile och Storbritannien gör anspråk på området. Sphinx Glacier ligger 57 meter över havet.
Terrängen runt Sphinx Glacier är kuperad. Havet är nära Sphinx Glacier österut. Trakten är glest befolkad. Närmaste befolkade plats är Commandante Ferraz Station, 12,2 kilometer norr om Sphinx Glacier. 